# Квінт Лоллій Урбік
Квінт Лоллій Урбік (лат. Quintus Lollius Urbicus, 109 — 160) — державний та військовий діяч Римської імперії, консул-суффект 135 року.

## Життєпис
Походив із заможної романизованої родини з м. Тідіт (Нумідія). У 121 році отримав посаду quattuorvir viarum curandarum (вігісекстемвіра, тобто одного з міських магістратів). Згодом розпочав військову кар'єру військовим трибуном у XXII легіоні Фортуни Першородної, що знаходився у Могонціаці (сучасний Майнц). Згодом став міським квестором Риму й сенатором. Слідом за тим, один рік обіймав посаду легатом при проконсулі провінції Азія. По поверненню до Риму його призначено народним трибуном та претором.
У 130–133 роках очолював X Парний легіон, що стояв у Віндобоні (сучасний Відень). Потім брав участь у поході імператора Адріана для придушення Юдейського повстання на чолі із Бар Кохбою. За свою звитягу у 134 році отримав «почесний спис» та призначення консулом-суфектом.
У 135 році увійшов до колегії феціалів та отримав у керування провінцію Нижня Германія. На цій посаді залишався до 138 року, коли отримав проконсульство у провінції Британія. Під час своєї каденції, яка тривала до 144 року, за наказом імператора Антоніна Пія у 139 році відновив Каструм Корія (сучасний Кобрідж неподалік Ньюкасла), у 141 році з 3 легіонами ввірвався до Каледонії (південна частина сучасної Шотландії), а до 142 року остаточно підкорив місцеві племена, а у 143–144 роках побудував великий лімес, так званий Антонінів вал.
У 144–146 роках як проконсул керував провінцією Африка. У 146–160 роках був префектом Риму. На цій посаді він і помер.